# Sidya Touré
Pour les articles homonymes, voir Touré.
Sidya Touré (), est un homme d'État guinéen, né en 1945 à Dimbokro en Côte d'Ivoire. Premier ministre de Guinée de 1996 à 1999, il est depuis 2000 président de l'Union des forces républicaines (UFR), un parti politique qui existe depuis 1992, et se situe dans l'opposition au président guinéen. Il est candidat à l'élection présidentielle du 27 juin 2010 et obtient environ 16 % des voix.

## Formation et carrière
Il est détenteur d’une licence en droit des affaires et diplômé de l’École nationale du Trésor de Paris ; il a réalisé l’essentiel de sa carrière en Côte d’Ivoire à des postes à responsabilité.
 (septembre 2021).
1972-1974 :  
Inspecteur du Trésor chargé de vérification à la direction de la comptabilité publique et du trésor à Abidjan .
Sous-directeur au Trésor chargé des finances extérieures et du crédit. 
1973-1975 : Conseiller technique du ministre de l’Économie et des Finances aux assemblées annuelles du FMI et de la Banque mondiale. 
Mai-juillet 1974 : 
Stage de balance des paiements à l’Institut du F.M.I. à Washington.
1977-1981 : Directeur de Commerce intérieur et de Distribution
Directeur de la Caisse générale de péréquation des prix des produits de grande consommation 
Administrateur de la SODESUCRE (Société de production et de commercialisation du sucre en Côte d'Ivoire)
Administrateur de la SIR (Société ivoirienne de raffinage)
Administrateur de la société de distribution des pétroles BP (British Petroleum)
Président de la l’OCPA (Office de commercialisation de produits agricoles), chargé de collecter la production de riz et de maïs du pays.
1981-1983 : 
Directeur de cabinet du ministre du Plan et de l’Industrie
Directeur général par intérim du BDI (Bureau de développement industriel) chargé de la promotion de l'industrie ivoirienne
Responsable de la cellule de base du 1er programme d’ajustement structurel du secteur de l'industrie en Côte d’Ivoire
Administrateur de l'EECI (Énergie électrique de la Côte d’Ivoire)
Administrateur représentant la Côté d’Ivoire aux ICS (Industries chimiques du Sénégal, société de transformation du phosphate pour la production d’engrais)
Administrateur de la SIB (Société ivoirienne de banque).
1983-octobre 1989 : 
Directeur de cabinet du ministre d’État, chargé des négociations pour le rééchelonnement de la dette publique et président de la Commission technique de suivi économique chargée des négociations sur la dette publique et de l’élaboration du programme de relance économique.
30 novembre 1989 au 18 avril 1990 : Responsable chargé du cabinet du président du Comité interministériel de coordination et de relance économique.
Novembre 1990-décembre 1993 :
Directeur de cabinet du Premier ministre de la Côte d'Ivoire (Abidjan).
1994-1996 : 
Président de la SOFIG (Société financière et industrielle du Golfe). Il devient planteur à Kolo (préfecture de Boffa).

## Engagement politique

### Premier ministre
Premier ministre de la République de Guinée. Son passage fut très remarqué : durant son mandat, il redonna l’eau et l’électricité au pays, assainit le fichier de la fonction publique et renoua avec l’UE. En un an, il eut accès à 258 millions de dollars de financement. De plus, il obtint en 1996 un programme formel avec le FMI pour que la Guinée accède au statut de PPTE (pays pauvre très endetté) et puisse ainsi bénéficier d’une aide financière. Durant son passage à la Primature, pour éviter toute implication de la société dans la politique, il démissionne de la présidence de la SOFIG, qui est confiée à Mamadi Diané.

### L'Union des forces républicaines
Le 20 mai 2000, il est élu président de l'Union des forces républicaines (UFR).
Depuis sa création en 1992, ce parti centriste, libéral, social se bat pour l’édification d’une société démocratique et pluraliste en Guinée avec des défis tels que la réconciliation civile et la promotion d’une politique de croissance et de développement.
En adéquation avec ses valeurs et son combat pour sauvegarder l’intérêt général et promouvoir le rassemblement des forces vives de la nation (jeunesse et femmes notamment) afin d’anéantir pauvreté et exclusion, l’Union des forces républicaines rêve d’une Guinée saine et prospère et fait tout pour que ce rêve devienne réalité.
Sidya Touré veut que l’UFR soit un parti qui garantisse la stabilité du pays, d’où sa transversalité : il n’y a pas d’ancrage ethnique ou régional dans les valeurs et les choix véhiculés par l’UFR. Grâce à cela, le parti a pu s’implanter avec succès sur tout le territoire.
Sidya Touré arrive en troisième position, avec 13,02 % des voix, du premier tour de l'élection présidentielle de 2010. Il appelle à voter pour Cellou Dalein Diallo au second tour. Il est à nouveau candidat lors de l'élection présidentielle de 2015.

### Haut représentant du chef de l’État

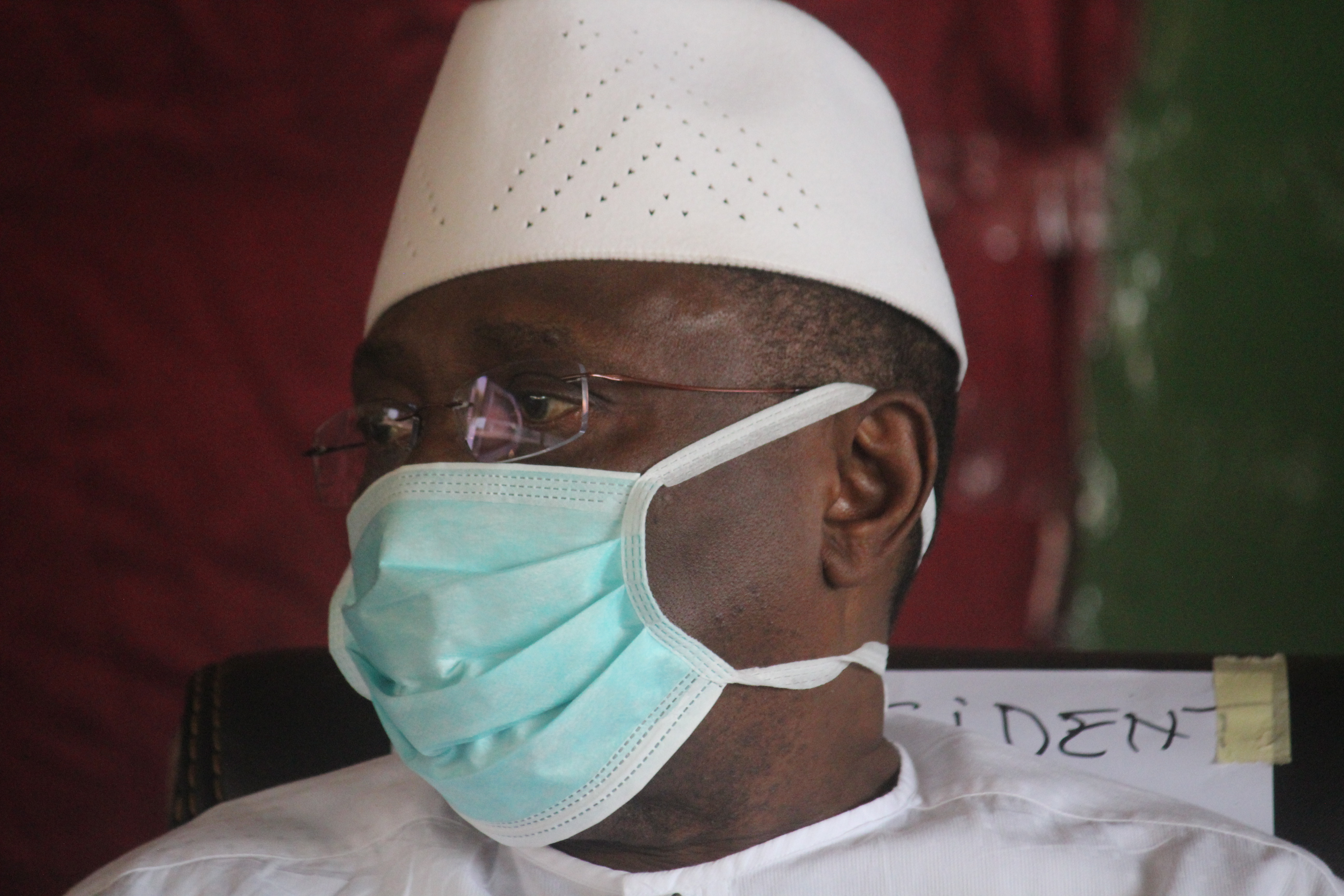

Dans un décret du 2 janvier 2016, il devient le premier haut représentant d'un chef d’État en Guinée, poste qu'il occupe jusqu'en décembre 2018 avant de démissionner.